# Филипп д’Артуа (граф д’Э)
Филипп д’Артуа (фр. Philippe d'Artois, 1358 — 16 июня 1397) — 3-й граф д’Э (1387—1397), коннетабль Франции (1392—1396), четвертый сын Жана д’Артуа Безземельного (1321—1387), графа д’Э (1350—1387), и Изабеллы де Мелюн (1328—1389).

## Биография
В июле 1387 года после смерти своего старшего брата Роберта IV д’Артуа (1356—1387), графа д’Э (1387), Филипп унаследовал графство д’Э (1387—1397).
Участник Столетней войны с Англией. В 1383 году отвоевал у англичан город Бурбург. В 1390 году принял участие в экспедиции Людовика II Доброго, герцога де Бурбона, в Северную Африку, где участвовал в осаде Туниса.
25 ноября 1392 года после смещения с должности французского коннетабля Оливье де Клиссона Филипп д’Артуа был назначен новым коннетаблем Франции. В 1396 году отправился в крестовый поход против турок-османов в Венгрию вместе с Жаном Бесстрашным, графом Неверским. 28 сентября 1396 года участвовал в битве с турками под Никополем. Во многом из-за его непредусмотрительности и грубых тактических ошибок сражение было проиграно, погибло много знати. Сам коннетабль Филипп д’Артуа попал в плен, где в следующем году скончался.

## Семья и дети
27 января 1393 года женился на Марии (1367—1434), графине де Монпансье, дочери Жана Великолепного, герцога Беррийского, и Жанны д’Арманьяк. В этом браке родились:
- Филипп II д’Артуа (1393 — 23 декабря 1397), титулярный граф д’Э;
- Шарль д’Артуа (1394—1472), граф д’Э (1397—1472);
- Бонна д’Артуа (1396 — 17 сентября 1425), 1-й муж с 20 июня 1413 года Филипп II, граф Неверский, 2-й муж с 30 ноября 1424 года Филипп III Добрый, герцог Бургундии;
- Екатерина д’Артуа (1397—1418/1420), жена с 1416 года Жана де Бурбона, сеньора де Каренси.

## В культуре
Филипп д’Артуа стал персонажем романа Александра Дюма «Изабелла Баварская» (1835).